# Lesage (Virginie-Occidentale)
Pour les articles homonymes, voir Lesage.
Lesage est une census-designated place située dans le comté de Cabell, dans l’État de Virginie-Occidentale, aux États-Unis. Lors du recensement de 2020, elle comptait 1 290 habitants.